# 웨스턴 포스

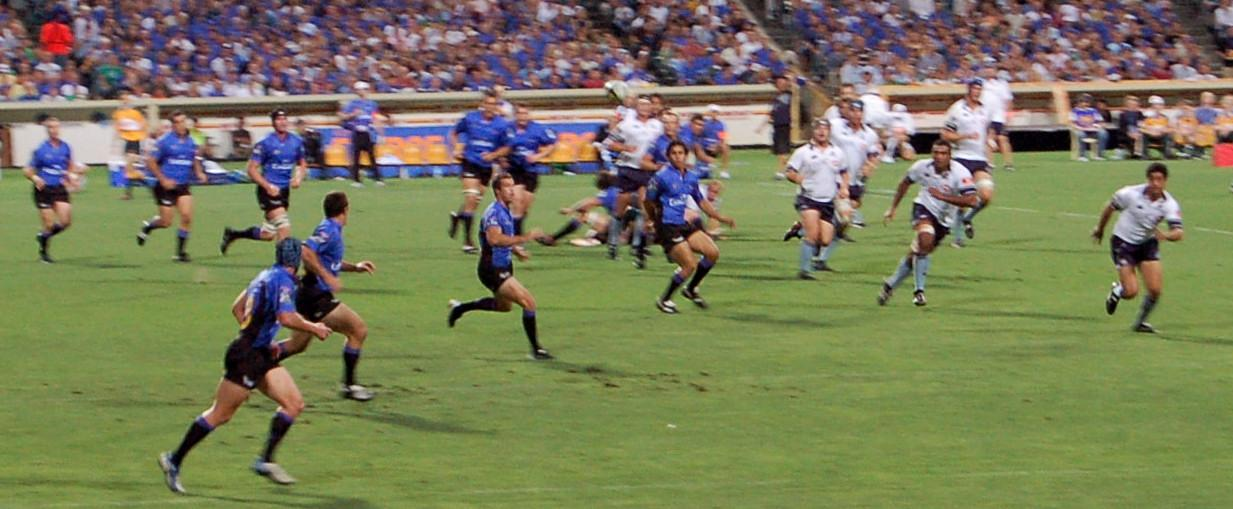

웨스턴 포스(Western Force)는 2006년 창단된 호주의 프로 럭비 유니온 팀이다. 수퍼 15에 참가하며 퍼스를 연고지로하여 수비아코 오벌을 홈구장으로 사용한다.